# 卡尔皮奥德亚萨瓦
卡尔皮奥德亚萨瓦，是西班牙卡斯蒂利亚-莱昂萨拉曼卡省的一个市镇。 总面积71平方公里，总人口115人（2001年），人口密度2人/平方公里。